# Servicios Socorro Bayanihan
Socorro Bayanihan Services, Inc. (acortado comúnmente como SBSI) es una organización cívica, acusada de ser una secta por el gobierno filipino y medios de comunicación creada en la ciudad de Socorro, Surigao del Norte, Filipinas.

## Historia
El Socorro Bayanihan Services, Inc. (SBSI) fue establecida formalmente por Don Albino Tarucy su esposa Rosalina Lasala "Nena" Taruc. el 20 de diciembre de 1980, según su registro en la Comisión de Bolsa y Valores. Sin embargo, la SBSI sería organizada en algún momento antes de la década de 1970 por el patriarca Taruc y un pequeño grupo de nativos y gente de las islas cercanas.
La organización cívica fue dirigida inicialmente por Albino Taruc y su esposa Rosalina, quien asumío el cargo después de su muerte. La pareja promovió el concepto de bayanihan o unidad comunitaria en la organización.
En 2004, SBSI obtuvo un Acuerdo de Gestión de Recursos Comunitarios de Área Protegida (PACBRMA) con el Departamento de Medio Ambiente y Recursos Naturales (DENR) para el desarrollo de terrenos en Sitio Kapihan en la unidad comunitaria.
La gente comenzó a establecerse en Sitio Kapihan alrededor de 2017. En 2019, varios miembros del grupo se mudarían en masa a Kapihan después de un terremoto de magnitud 5,8. Rosalinda Taruc falleció el 27 de junio de 2021 y sería reemplazada por Jay Rence Quilario, también conocido como Senior Agila.
Durante gran parte de su historia, los forasteros no saben mucho sobre SBSI hasta que se hicieron acusaciones de abuso contra la organización en septiembre de 2023 en el Senado de Filipinas.

## Trasfondo

### Trabajo comunitario
Los Servicios Socorro Bayanihan son formalmente una organización cívica. Se describe a sí misma como una organización popular que ejerce bayanihan. Entre los servicios que brinda el grupo se encuentran vivienda, agricultura y servicios de entierro.

### Creencias religiosas, actividades y etiqueta de culto
SBSI ha sido caracterizado como una secta, etiqueta que el grupo rechaza. Las acusaciones de culto se remontan a 2019.
Un grupo que considera a SBSI como una secta es el Movimiento Contra las Sectas (Kalihukan Batok Kulto), que tiene exmiembros entre sus filas. Según los hallazgos de las audiencias de septiembre de 2023, SBSI supuestamente considera a su líder Senior Agila o Jey Rence Quilario como una reencarnación del Santo Niño de Cebú.
El éxodo masivo de 2019 a Kapihan supuestamente fue utilizado por un terremoto en Surigao del Norte para ser alentado por SBSI a través de una predicción del fin del mundo.
Cuando se trata de políticas de pandemia de COVID-19, Quilario prohibió a los miembros vacunarse contra el virus.

##### Matrimonios
Agila mayor supuestamente obligó a varias mujeres a realizar matrimonios forzados dentro del SBSI, incluidas menores. Si un hombre no lograba consumar su matrimonio con su novia después de tres días, Quilario supuestamente "autorizaría" al hombre a violar a su esposa. Supuestamente amenazaría a los miembros que desobedecieran con la condenación al infierno. Según los informes, los miembros de la comunidad LGBT, en particular hombres homosexuales y lesbianas, fueron obligados a contraer matrimonio heterosexual. Personas con discapacidades también fueron presuntamente casadas a la fuerza.

### Participación política
Miembros del SBSI supuestamente fueron obligados a votar por los candidatos preferidos de Quilario en las elecciones generales de 2022 según una información anónima obtenida por Rappler. Apoyaron la exitosa Bongbong Marcos–Sara Duterte en la campaña Bongbong Marcos 2022, así como a los candidatos locales bajo la lista de UniTeam. Su apuesta por la alcaldía de Socorro Felizardo Galanida perdió ante Reza Timcang.

### Supuesta milicia
Se alega que el grupo mantiene un ejército privado, conocido como los Soldados de Dios. El grupo lo niega, insistiendo en que sus miembros supuestamente parte de este grupo son voluntarios del grupo cívico que se entrenan para operaciones de búsqueda y rescate.
El entonces gobernador de Surigao del Norte Francisco Matugas ordenó la creación de un grupo de trabajo para investigar las acusaciones a finales de 2019 después de que videos en las redes sociales mostraran a miembros aparentemente realizando actividades militares y ejercicio de entrenamiento, así como informes de personas que abandonaron el trabajo y la escuela para unirse al grupo. La misma acusación resurgió en septiembre de 2023 en el Senado.

## Relación con otros grupos
El grupo dice que sus miembros son parte de la Iglesia filipina independiente. Sin embargo, esto fue cuestionado por el relato de la iglesia que dice que los miembros de SBSI, que solían ser feligreses de su iglesia, tuvo un éxodo masivo de su congregación en 2019. Su oferta de celebrar misa y ritos finales para los difuntos en Sitio Kapihan ha sido rechazada repetidamente.. La Iglesia Católica Romana considera la supuesta creencia del SBSI, de que Señor Agila es la reencarnación del Santo Niño, como un insulto al niño Jesús.

## Sitio Kapihan
Los Servicios Socorro Bayanihan están ubicados en las Islas Bucas Grandes, al sur del país. También alberga la residencia de su líder. El nombre del sitio es una referencia a que fue un antiguo lugar de cultivo de café.
Sitio Kapihan está situado en un terreno de 35 hectáreas propiedad del gobierno que fue arrendado al SBSI por el Departamento de Medio Ambiente y Recursos Naturales–Junta de Gestión de Áreas Protegidas (DENR–PAMB) en virtud de un contrato de arrendamiento de 25 años para propósitos de agricultura. El DENR suspendería el contrato de arrendamiento asociado a la luz de las acusaciones contra el grupo que surgieron en septiembre de 2023. Algunos miembros regresarían a sus hogares anteriores en respuesta.
El SBSI anteriormente mantenía un sitio turístico en Kapihan, el Parque Natural y de Aventura Kapihan, que instaló una tirolesa en 2013.

## Liderazgo

### Actual líder

###### Señor Agila

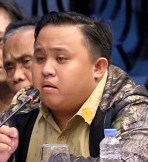
Señor Agila

Jey Rence Quilario (nacido el 10 de noviembre del 2000) es el actual presidente del SBSI. Según el SBSI, Senior Agila es un "seudónimo" utilizado por Quilario, a quien caracterizan como compositor y miembro de la Sociedad Filipina de Compositores, Autores y Editores. Como parte de las afirmaciones de que el grupo es un grupo religioso, se informa que Senior Agila es una reencarnación del Santo Niño. El SBSI ha negado tener tal creencia sobre su líder.
Fue avalado por Rosalina Taruc para triunfar como líder del grupo. Quilario asumirá el cargo de presidente del SBSI tras la muerte de Taruc el 27 de junio de 2021 con el respaldo de Mamerto Galanida.

###### Mamerto Galanida
Mamerto D. Galanida, fue alcalde municipal de Socorro durante tres mandatos. Es el vicepresidente del SBSI bajo Quilario. Es Doctor en Educación y ex Superintendente de Escuelas.. Es Doctor en Educación, quien fue también exmiembro de la junta provincial de Surigao del Norte.

###### Primeros líderes
La organización fue fundada por Albino Taruc y su esposa Rosalina "Nena" Taruc.

## Grupo de artes escénicas
Omega de Salonera es un grupo de artes escénicas conectado a Socorro Bayanihan Services. actuó en el festival Sinulog 2023 en Cebú. En aquella edición, el grupo de baile consiguió el gran premio en los premios de Interpretación Libre y Baile Callejero. Su acto contó con el bailarín principal montado en un águila mecánica dorada.

## Investigaciones del Senado de 2023
En septiembre de 2023, la senadora Risa Hontiveros, durante un discurso, alegó que el grupo es una secta, alegando que se dedican a obligar a menores a casarse, violencia sexual y extorsión financiera. El senador Ronald dela Rosa también pidió una investigación sobre la supuesta operación por parte del grupo de un laboratorio de metanfetamina y el mantenimiento de un ejército privado.
El Departamento de Bienestar Social y Desarrollo (DSWD) también inició su propia investigación para investigar las afirmaciones de que SBSI está recaudando dinero de los beneficiarios del Programa Pantawid Pamilyang Pilipino, el programa de subvenciones en efectivo del organismo gubernamental. El vicepresidente del grupo expresó su voluntad de cooperar con la investigación.
Admitió que se produjeron matrimonios precoces dentro del grupo, pero negó que se los hubieran impuesto a los miembros. Además, negó las otras acusaciones, incluida la de que su grupo era una secta. Atribuyó las afirmaciones a mentiras del exmiembro Edelito Sangco.

### Audiencia del 28 de septiembre
El 28 de septiembre de 2023, se llevó a cabo una audiencia en el Senado encabezada por Hontiveros y de La Rosa, a la que asistieron líderes del SBSI, para abordar las acusaciones. El presidente de SBSI, Quilario, el vicepresidente Galanida y los miembros Janeth Ajoc y Karren Sanico fueron citados por desacato durante las audiencias por sus respuestas a las preguntas sobre si se están produciendo matrimonios infantiles dentro del grupo. La Comisión de Derechos Humanos confirmaría las acusaciones de matrimonios infantiles y violaciones de derechos humanos basándose en sus conclusiones iniciales.

### Visita ocular de octubre
El senador Dela Rosa realizó una inspección ocular en el Sitio Kapihan el 14 de octubre de 2023. Lo acompañaron funcionarios de las oficinas de sus colegas Koko Pimentel y Risa Hontiveros. Dela Rosa está convencida de que SBSI es una secta, habiendo observado la reverencia de los miembros hacia Señor Agila.
Él cree que los integrantes dieron respuestas ensayadas durante su investigación. Dela Rosa también ordenó a la Oficina Nacional de Investigaciones que investigara una fosa común realizada por el SBSI después de descubrir que la mayoría de los enterrados eran niños.

### Audiencia del 7 de noviembre
El plan de celebrar la segunda audiencia en Sitio Kapihan no prosperó. La audiencia aún se llevó a cabo en el Senado el 7 de noviembre. Entre los temas discutidos estuvieron:
- Presunta tortura a un exmiembro de la tercera edad por parte de la milicia Soldados de Dios. Fue acusado de utilizar magia negra.
- Una adolescente que testificó bajo el alias Chloe, dice que fue encerrada en una habitación supuestamente por la funcionaria del SBSI Janeth Ajoc con un hombre de 21 años que la violó. Ella tenía 13 años en ese momento.
- Las circunstancias de las muertes no registradas de bebés en el Sitio Kapihan.

Los cargos de desacato presentados contra los miembros del SBSI los últimos dos meses fueron levantados para que se pudiera cumplir la orden de arresto en su contra.

## Caso legal
Se han presentado cargos legales contra 13 funcionarios de SBSI, incluido Quilario.
El Departamento de Justicia (DOJ) anunció el 22 de septiembre de 2023 que se encargaría del caso legal presentado contra el SBSI en junio de 2023. El caso se presentó originalmente en la Fiscalía Provincial de Surigao del Norte, pero los fiscales inhibida debido a amenazas a sus vidas. El caso fue transferido a Manila. La investigación preliminar del Departamento de Justicia finalizó dentro de un mes.

### Otros casos
Se han desestimado cinco demandas presentadas contra miembros del SBSI.

El Tribunal Municipal de Primera Instancia del Circuito (MCTC) de Dapa-Socorro Surigao del Norte desestimó por falta de competencia dos casos presentados en 2019:
- Código Penal Revisado violación por usurpación de autoridad
- Uso ilegal de uniforme/insignias

Un caso presentado en 2021 fue desestimado por falta de causa probable
- Alarma y escándalo

Otros dos casos fueron desestimados a nivel de fiscal.